# Gojira
I Gojira sono un gruppo musicale death metal francese formatosi nel 1996 a Bayonne.
La band, conosciuta fino al 2001 sotto il nome di Godzilla, è formata da Joe Duplantier alla voce e alla chitarra, suo fratello Mario Duplantier alla batteria, Christian Andreu alla chitarra e Jean-Michel Labadie al basso. Insieme hanno inciso complessivamente sette album in studio, tre album dal vivo e due EP.
I Gojira, noti soprattutto per i loro particolari testi legati a tematiche ambientaliste, sono stati uno dei pochi gruppi che in un breve periodo di tempo sono riusciti ad emergere da circoli di nicchia fino a raggiungere un successo di considerevole entità tra i seguaci del metal estremo nonostante lo stile musicale sperimentale presente nella loro musica: sono infatti annoverati da diversi critici come la più importante band heavy metal degli anni 2010. Nel 2024 si sono piazzati alla 15ª posizione della lista dei migliori gruppi heavy metal della storia stilata da Forbes.
Sono stati candidati quattro volte al Grammy Award, trionfando nel 2025 nella categoria miglior interpretazione metal con Mea culpa (Ah! Ça ira), brano eseguito in occasione della cerimonia di apertura delle Olimpiadi del 2024, Le altre nomination sono avvenute due volte nel 2017 per il miglior album rock per Magma e per la miglior interpretazione metal per il brano Silvera, mentre l'altra nel 2021 alla migliore interpretazione metal per il singolo Amazonia.

## Storia del gruppo

### I primi anni eTerra incognita(1996-2002)
I Gojira nacquero nel 1996 a Ondres, in Francia, un piccolo villaggio nei pressi di Bayonne, su iniziativa dei fratelli Joe Duplantier e Mario Duplantier, che riunirono al seguito Christian Andreu e Jean-Michel Labadie. La band intraprese la propria attività studio e live sotto il nome di Godzilla e pubblicò i demo Victim, Possessed, Saturate e Wisdom Comes rispettivamente nel 1996, nel 1997, nel 1999 e nel 2000.
Dopo una serie di concerti, supportando gruppi come Cannibal Corpse, Edge of Sanity, Impaled Nazarene e Immortal, nel settembre del 1999 i Godzilla furono costretti a cambiare il proprio nome per motivi legali: esso venne trasformato in Gojira, dall'originale pronuncia giapponese del celebre mostro immaginario conosciuto come Godzilla in occidente.
Il loro album di debutto Terra incognita venne pubblicato sotto il nuovo nome nel 2001.

### The LinkeFrom Mars to Sirius(2003-2007)

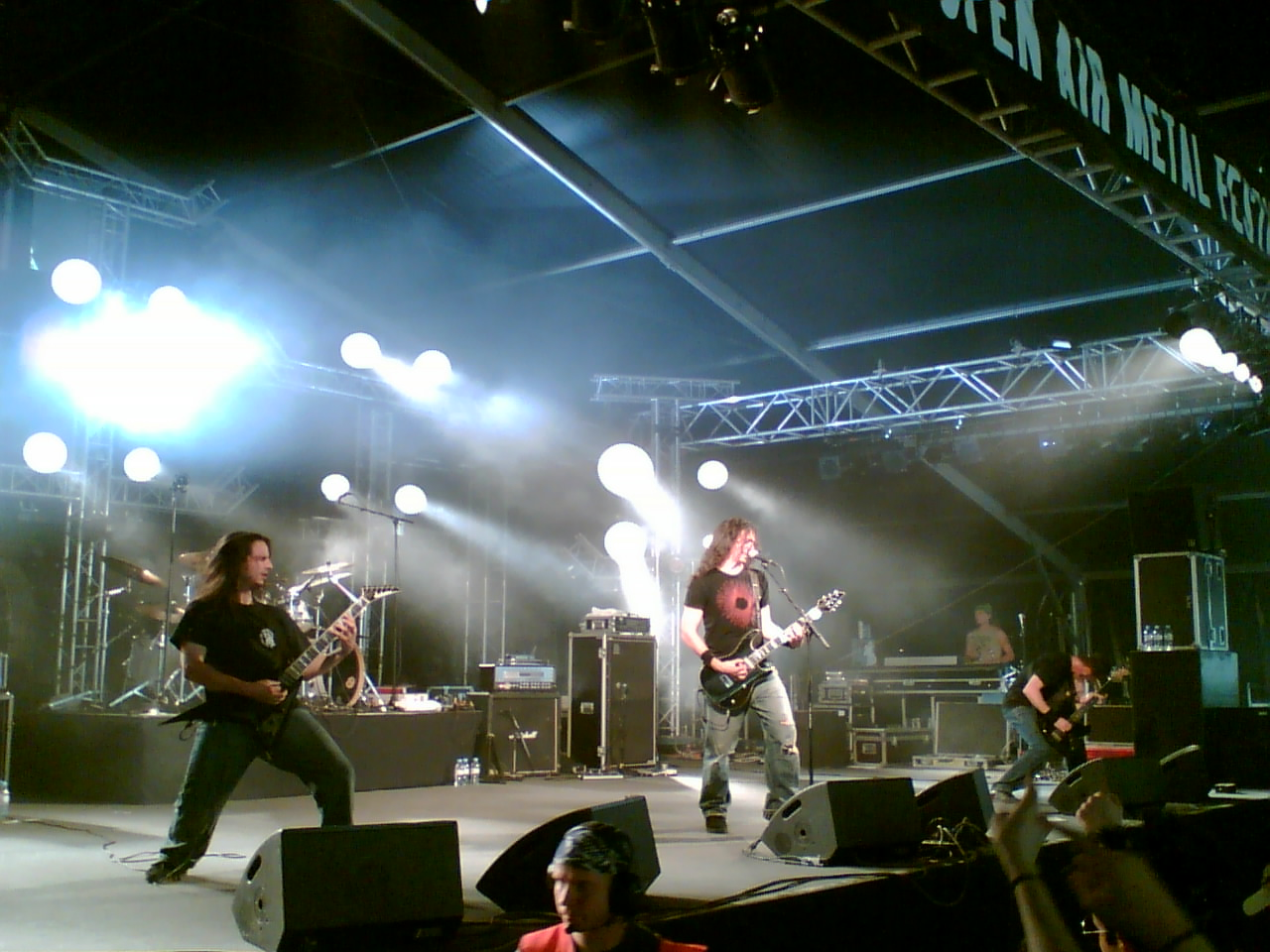
I Gojira al Tuska Open Air Metal Festival nel 2006

Nel 2003 i Gojira pubblicarono il secondo album in studio, The Link (riedito nel 2007 con tracce rimasterizzate e una nuova copertina). Dopo il successo dei primi due album e dei loro concerti, realizzarono un DVD contenente una loro esibizione a Bordeaux e prodotto dalla Gabriel Editions. Nel maggio 2003 si esibirono alla Rock School Barbey di Bordeaux durante la proiezione del film Maciste all'inferno, suonando 15 tracce inedite ispirate al film e poi incise e distribuite su un CD autoprodotto. Una di queste tracce, intitolata Inferno, venne riregistrata nello studio di Joe Duplantier a New York e pubblicata nel 2020 con un video ufficiale.
Nel 2005 i Gojira firmarono un contratto discografico con la Listenable Records in modo da riuscire ad ottenere un maggiore supporto per il mercato internazionale per la pubblicazione del terzo album From Mars to Sirius, pubblicato il 27 settembre. Rispetto al suo predecessore, From Mars to Sirius abbracciò ancor di più le tematiche ambientalistiche e spirituali, ed è considerato dal cantante e chitarrista Joe Duplantier un concept album sulla morte e la rinascita. Riscosse un'ottima accoglienza da parte della critica internazionale, e la sua pubblicazione rese ancor più popolare la band anche oltreoceano. Nel 2017 Rolling Stone lo ha inserito nella sua lista dei migliori 100 album metal di tutti i tempi.
Il gruppo è stato protagonista del tour statunitense dei Children of Bodom verso la fine del 2006, insieme agli Amon Amarth e i Sanctity, come artisti d'apertura. Inoltre i Gojira sono stati di supporto al tour britannico dei Trivium nel 2007, insieme ai Sanctity e agli Annihilator. Successivamente suonarono in compagnia dei Lamb of God nel loro tour americano del 2007 insieme ai Trivium e ai Machine Head. Verso la fine del 2007 presero parte al Radio Rebellion Tour, che prevedeva come co-headliner Behemoth, Job for a Cowboy e Beneath the Massacre. Nell'ottobre del 2007 la Listenable Records ripubblicò il loro demo del 1997 Possessed in un'edizione limitata.

### The Way of All Flesh(2008-2011)
Durante il 2007 Joe Duplantier fu invitato dai membri fondatori del gruppo brasiliano Sepultura, i fratelli Max e Igor Cavalera, a prendere parte dei Cavalera Conspiracy come bassista per l'album Inflikted, pubblicato nel marzo del 2008 e seguito da un tour svoltosi nei mesi successivi.

Il 25 luglio 2008 i Gojira annunciarono la lista tracce e rivelarono la copertina definitiva del loro quarto album in studio. The Way of All Flesh venne pubblicato il 13 ottobre del medesimo anno in Europa tramite la Listenable Records e il 14 ottobre in America del Nord presso la Prosthetic Records. Joe Duplantier rivelò alla rivista Revolver la concezione dell'album:
 Il cantante ha inoltre aggiunto che l'album risulta essere «più oscuro e più aggressivo» dei precedenti e che il tema principale «ruoterà attorno al concetto dell'anima e della sua immortalità».
Le registrazioni e il missaggio dell'album hanno richiesto quasi sei mesi di tempo; nel disco è apparso inoltre Randy Blythe dei Lamb of God in qualità di ospite nel brano Adoration for None. Il 17 marzo 2009 venne annunciato il primo tour di headliner della band nel Nord America, mentre tra il 14 settembre e il 18 ottobre hanno aperto i concerti dei Metallica esibendosi insieme ai Lamb of God.
La band è poi entrata in studio a Los Angeles nel novembre del 2010, per iniziare a registrare un EP non-profit di quattro tracce, i cui proventi sarebbero andati all'organizzazione ambientalista Sea Shepherd. Come dichiarato da Joe Duplantier, l'EP avrebbe previsto ospiti prestigiosi facenti parte della scena metal internazionale, come Randy Blythe, Anders Fridén, Jonas Renkse, e Max Cavalera. Come anticipazione dell'EP i Gojira pubblicarono il brano Of Blood and Salt (registrato con Devin Townsend alla voce e Fredrik Thordendal dei Meshuggah alla chitarra solista) nel maggio del 2011. Tuttavia il resto dell'EP deve ancora vedere la luce, in quanto l'hard disk che conteneva le registrazioni si è rotto in seguito ad un incidente.

### L'Enfant Sauvage(2012-2015)
Nel 2012 i Gojira hanno annunciato di aver stipulato un contratto discografico con la Roadrunner Records, annunciando in seguito il quinto album in studio L'Enfant Sauvage per 26 giugno 2012. Joe Duplantier spiegò che dare un titolo in inglese all'album non avrebbe reso giustizia al termine francese: «Sauvage è qualcosa di non educato o qualcosa di completamente libero in natura. Un fiore selvaggio che va ovunque esso desideri e diventa qualcosa di meraviglioso. L'idea all'interno di L'Enfant Sauvage è quella di un uomo che cresce in mezzo alla natura, allevato dai lupi, senza essere influenzato dai suoi simili, dalle istituzioni o dalla società in generale». Per la promozione del disco è stato pubblicato come singolo l'omonimo L'Enfant Sauvage il 27 aprile 2012, mentre il relativo videoclip è stato diffuso a partire dal 23 maggio.
L'11 marzo 2014 i Gojira pubblicarono l'album dal vivo Les Enfants Sauvages, filmato alla Brixton Academy di Londra nel marzo 2013. Nel novembre dello stesso anno il gruppo incominciò a costruire uno studio di registrazione a Queens, vicino a New York.

### Magma(2015-2019)

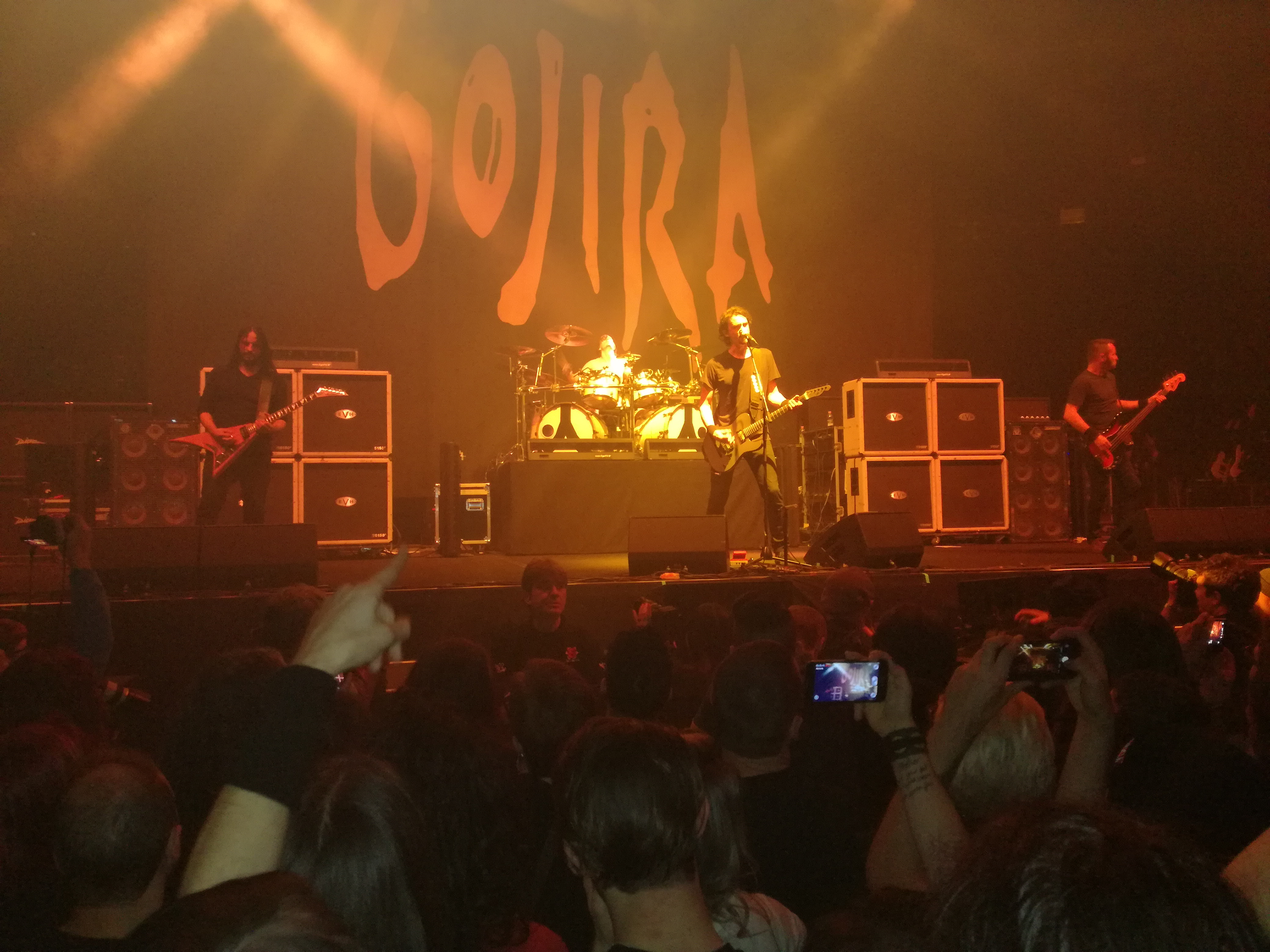
I Gojira in concerto a Bologna nel 2016

In un'intervista con AMH TV del febbraio 2015, Mario Duplantier affermò che il gruppo stava lavorando ad un nuovo album:
 Nell'aprile del 2015 la band terminò la costruzione dello studio di registrazione, da loro intitolato Silver Cord Studio. Dopo dieci giorni di registrazioni, i fratelli Duplantier appresero della malattia che aveva colpito la madre, dunque posero una pausa alle sessioni di registrazione per il sesto album. La madre dei due morì poco tempo dopo, influenzando profondamente i brani e il processo di registrazione.
Il 4 gennaio 2016 i Gojira, attraverso un video reso disponibile su YouTube, hanno annunciato che l'album sarebbe stato pubblicato in primavera; nello stesso mese la rivista statunitense Rolling Stone pose l'album della band tra i 25 più attesi del 2016. Il 13 aprile il quartetto ha diffuso un'anteprima di 30 secondi in cui sono stati rivelati il titolo dell'album, Magma, e la data di uscita, fissata al 17 giugno. A ciò hanno fatto seguito i videoclip dei brani Stranded (22 aprile) e Silvera (20 maggio) in qualità di anticipazione al disco. Un terzo video, quello di Low Lands (brano dedicato alla madre dei fratelli Duplantier), è stato pubblicato l'8 luglio 2016 e girato attorno alla casa dove hanno vissuto i fratelli Duplantier, nei pressi di Ondres.
Magma ha ottenuto un giudizio generalmente favorevole da parte della critica specializzata, con un punteggio di 79 su 100 su Metacritic, e ha rappresentato un cambiamento di stile per i Gojira, con un uso maggiore del cantato pulito per Joe Duplantier. Riguardo alla direzione generale del disco, Mario Duplantier ha spiegato che «Questa volta abbiamo semplicemente sentito di voler arrivare maggiormente dritti al punto. Volevamo cambiare la dinamica». Grazie all'album, i Gojira hanno ottenuto due candidature ai Grammy Awards 2017: miglior album rock con Magma e miglior interpretazione metal con il brano Silvera. La band ha in seguito intrapreso una tournée statunitense in supporto all'album, venendo accompagnati dai britannici Tesseract tra luglio e ottobre 2016. Il tour è poi proseguito in Europa, aprendo le date degli Alter Bridge.
Nell'estate 2017 il gruppo ha aperto le date statunitensi del WorldWired Tour dei Metallica, insieme agli Avenged Sevenfold e ai Volbeat.

### Fortitude(2020-presente)

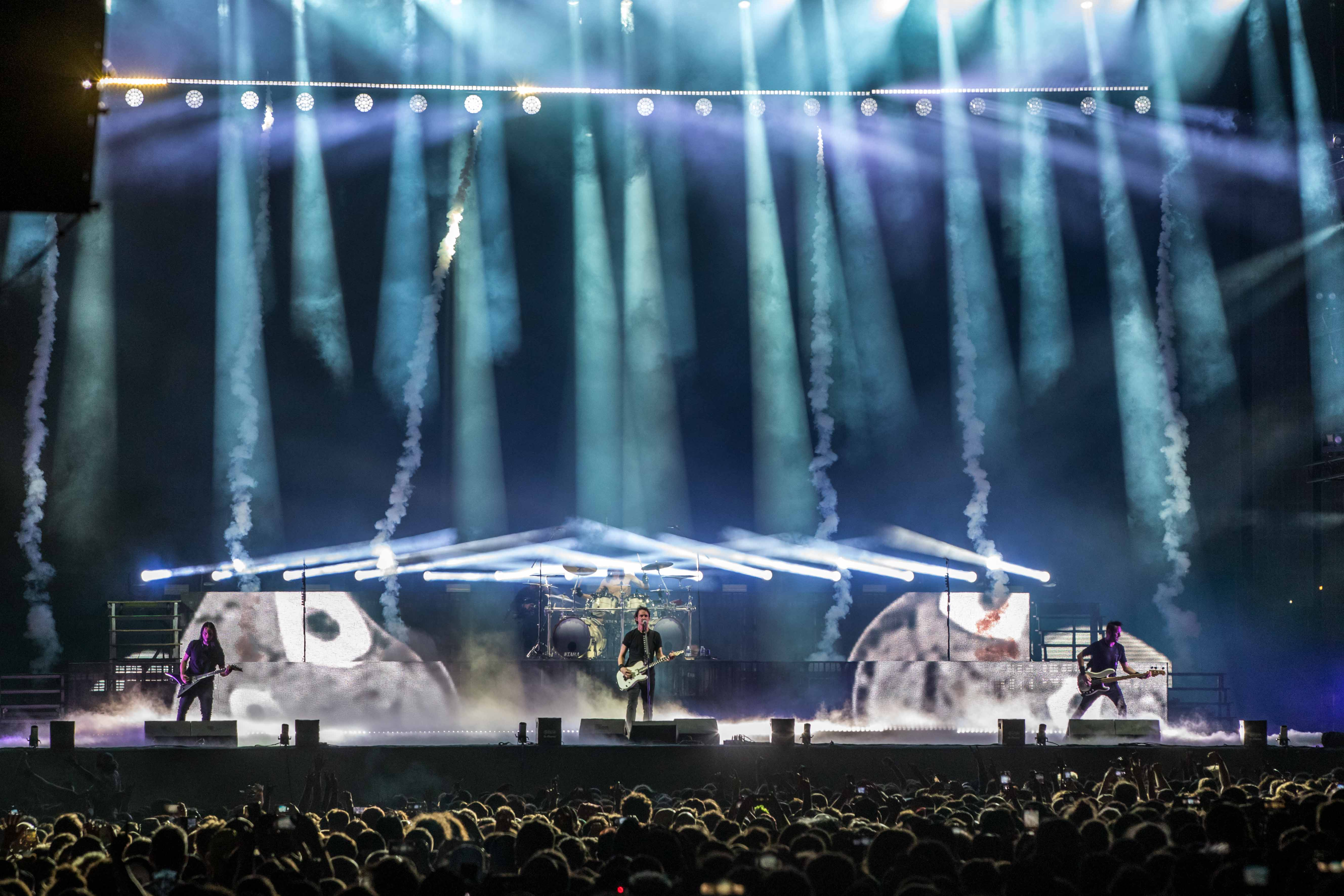
Il gruppo in concerto all'Hellfest 2022

Il 5 agosto 2020 è uscito pubblicato il singolo inedito Another World, accompagnato da un video animato ufficiale diretto da Maxime Tiberhgien e Sylvain Favre.
Il 17 febbraio 2021 i Gojira hanno annunciato il settimo album Fortitude, pubblicato il 30 aprile, e contemporaneamente hanno pubblicato il singolo Born for One Thing, promosso dal relativo video. Il 26 marzo è stata la volta del singolo Amazonia, il cui video mostra immagini relative alla deforestazione della foresta amazzonica e agli incendi avvenuti nel 2019; quest'ultimo brano è stato utilizzato per promuovere l'iniziativa benefica avviata per raccogliere fondi atti a salvare dal disboscamento la foresta amazzonica, con la partecipazione diretta dei membri di vari gruppi come Metallica, Slayer e Sepultura.
Il 12 e il 26 aprile 2021 vengono pubblicati, rispettivamente, il terzo e il quarto singolo estratti da Fortitude: Into the Storm e The Chant, quest'ultimo accompagnato da un video ufficiale incentrato, come il testo del brano, sul genocidio culturale perpetuato contro il popolo tibetano dopo l'invasione della Cina nel 1949 e ancora in atto.
Il 14 ottobre 2022 il gruppo presenta un brano inedito intitolato Our Time Is Now, parte della colonna sonora del videogioco NHL 23 e pubblicato come singolo.
Il 26 luglio 2024 i Gojira suonano, durante la cerimonia di apertura delle Olimpiadi del 2024 a Parigi, il canto rivoluzionario francese Ah! ça ira in una propria versione heavy metal insieme alla cantante lirica Marina Viotti; ciò li rende il primo gruppo heavy metal della storia ad aver suonato a una cerimonia di inaugurazione dei giochi olimpionici. Il brano, pubblicato come singolo con il titolo Mea culpa (Ah! Ça ira), viene premiato nel 2025 con il Grammy Award alla miglior interpretazione metal, il primo vinto dai francesi dopo aver ricevuto già tre nomination nel corso della loro carriera.

## Stile musicale e tematiche
Lo stile dei Gojira non è classificabile con semplicità, in quanto uniscono diversi stili nella loro musica, che spaziano principalmente tra technical death metal, thrash metal, groove metal, progressive metal, math metal e post-metal. I Gojira sono stati influenzati da artisti heavy metal come Slayer, Sepultura, Death, Morbid Angel, Meshuggah, Tool, Metallica, Pantera, e Neurosis.
I Gojira suonano un heavy metal tecnico e ritmico, con una batteria che utilizza i blast beat, inusuali cambi di tempo, e riff start-and-stop. I Gojira incorporano elementi atmosferici e brani strumentali nella loro musica. Le loro canzoni hanno strutture progressive e originali, e raramente utilizzano la classica struttura strofa-ritornello-strofa. Lo stile vocale varia dallo scream (spesso utilizzato nel metal estremo) al growl predominante nel death metal, aggiunti al cantato pulito. Alcune volte il growl ed il cantato pulito sono mescolati, ottenendo un effetto aggressivo ma melodico.
I testi dei Gojira affrontano temi come la vita, la morte, la rinascita, l'anti antropocentrismo, lo spiritualismo e la natura. In particolare, il loro concept album del 2005 From Mars to Sirius tratta di problemi ambientali come il riscaldamento globale e l'inquinamento, oltre che di vita, morte e rinascita.
I membri della band sono cresciuti vicino Bayonne, una città nella costa sud-ovest della Francia (Pirenei Atlantici). I suggestivi dintorni campagnoli e l'aspra costa hanno ispirato l'interesse dei Gojira nella natura e nella conservazione del pianeta. I Gojira utilizzano i loro testi per diffondere il loro credo spirituale e le loro preoccupazioni riguardo all'ambiente. Essi cooperano con la società Sea Shepherd per proteggere gli animali acquatici, in particolare delfini, balene e squali. Ai membri della Sea Shepherd è permesso installare uno stand di merchandise ai concerti dei Gojira. La band ha inoltre lavorato su un EP di quattro tracce dedicato all'organizzazione, andato tuttavia perduto.

## Formazione
Attuale
- Joe Duplantier – voce, chitarra (1996-presente)
- Mario Duplantier – batteria (1996-presente)
- Christian Andreu – chitarra (1996-presente)
- Jean-Michel Labadie – basso (1997-presente)

Turnisti
- Aldrick Guadagnino – chitarra (2022)

Ex componenti
- Alexandre Cornillon – basso (1996-1997)

## Discografia

### Album in studio
- 2001 – Terra incognita
- 2003 – The Link
- 2005 – From Mars to Sirius
- 2008 – The Way of All Flesh
- 2012 – L'Enfant Sauvage
- 2016 – Magma
- 2021 – Fortitude

### Album dal vivo
- 2005 – The Link Alive
- 2012 – The Flesh Alive
- 2014 – Les Enfants Sauvages
- 2016 – Live at Hellfest 2016